# Alyssa Mastromonaco
Alyssa Mende Mastromonaco (née le 22 février 1976) est la présidente de la stratégie globale des communications et des talents à A&E Networks depuis décembre 2016,. Elle a auparavant été Directrice de l'Exploitation de Vice Media. Elle collabore régulièrement à la rédaction du magazine Marie Claire. Elle a travaillé comme cheffe de cabinet adjointe de la Maison blanche dans l'administration du président Barack Obama de 2011 à 2014,,. Elle est la plus jeune femme à avoir occupé ce poste. Alyssa Mastromonaco avait commencé à travailler pour Obama en 2005, quand il était sénateur : elle était alors sa directrice de la planification.

## Carrière
Après avoir vu le représentant Bernie Sanders parler sur son campus au cours de ses études, elle devient stagiaire dans sa permanence de Burlington, dans le Vermont. À l'époque, Sanders faisait campagne pour son quatrième mandat à la Chambre des Représentants. 